# من نسرین هستم
من نسرین هستم فیلمی بریتانیایی-ایرانی و محصول سال ۲۰۱۲است.
کارگردان و نویسندهٔ این فیلم درام تینا غروی است. این فیلم در شصت و ششمین دورهٔ جوایز فیلم بفتا نامزد جایزهٔ «نخستین کار برجستهٔ فیلم‌نامه‌نویس، کارگردان یا تهیه‌کننده بریتانیایی» شده بود.

پوستر فیلم